# 5
 Тази статия е за петата година от новата ера.  За числото пет вижте 5 (число).  За други значения вижте 5 (пояснение).
5 (пета) година е обикновена година, започваща в четвъртък по юлианския календар.

## Събития
- Германик се жени за Юлия Випсания Аргипина, внучка на император Октавиан Август.
- Създаване на градска полиция (cohortes urbanae) в Рим.
- Гръкът Страбон отрича движението на Земята.

## Родени
- Юлия Друза Цезарис – дъщеря на Т. Друз Юлий Цезар и Ливила († 43)

## Починали
- Гай Азиний Полион – римски политик и автор